# Anopheles fuscicolor
Anopheles fuscicolor este o specie de țânțari din genul Anopheles, descrisă de Someren în anul 1947.
Este endemică în Madagascar. Conform Catalogue of Life specia Anopheles fuscicolor nu are subspecii cunoscute.